# Аркан вовків
«Аркан вовків» — дебютний роман українського письменника Павла Дерев'янка, перша книга трилогії «Літопис Сірого Ордену» в жанрі темного фентезі. Вперше видана 2019 року видавництвом «Дім Химер».  

## Сюжет
Події книги відбуваються в 1845 році в Українському Гетьманаті — українській державі, заснованій Богданом Хмельницьким, що зберегла свою незалежність. У центрі сюжету перебувають лицарі Сірого Ордену — державної служби, що складається з характерників-вовкулак, які беруть свій початок від козака Мамая. Вони мають свої правила, звичаї, обряди й таємниці. У сюжет вплетена українська міфологія: відьомські обряди, святкування Купала, ініціації та уявлення про Потойбіччя.
Головний герой — юнак Северин Чорнововк, син Ігоря та Ольги Чорнововк, які обидва також були характерниками. Як і всі характерники, він проходить ініціацію — підписує угоду з могутньою потойбічною істотою на ім'я Ґаад, отримує здатність перекидатись на вовка та магічні здібності в обмін на прокляття. Новоспечений характерник вступає до Сірого Ордену, отримує таємне ім'я Щезник (на честь однойменної істоти з фольклору) і знайомиться зі своїми майбутніми друзями-характерниками: Пилипом, Гнатом, Яремою та Савкою. 
На хлопця чекають зовнішні та внутрішні випробування, і важко сказати напевне, які з них складніші. Загалом ця історія розкриває теми дорослішання, дружби, кохання, честі та вибору, який робить кожен із нас впродовж життя. Врешті, вовча стежка — це двобій, у якому перемагає або людина, або її внутрішній звір.[виправити стиль]

## Основні персонажі
- Северин «Щезник» Чорнововк — головний герой роману, юний характерник з Наддніпрянщини
- Пилип «Варган» Олефір — юний характерник, таврієць, друг Северина
- Гнат «Еней» Бойко — юний характерник, слобожанин, друг Северина
- Савка «Павич» Деригора — юний характерник з Києва, друг Северина
- Ярема «Малюк» Яровий — юний характерник із галицької шляхти, друг Северина
- Захар «Бриль» Козоріз — наставник Северина
- Ігор «Вирій» Чорнововк — батько Северина
- Соломія — відьма, опікунка Северина
- Ліна — подруга Северина, вихованиця Соломії

## Публікація
Вперше книгу видало 2019 року видавництво «Дім Химер».
У 2023 році Павло Дерев'янко повідомив, що він розриває авторський договір з видавництвом і планує перевидати цю серію в іншому видавництві. В грудні 2024 року на офіційній сторінці Facebook автор підтвердив інформацію про перевидання серії «Літопис Сірого Ордену» у видавництві Старого Лева з редактурою Івана Андрусяка, ілюстраціями Оксани Сіненко, а також електронною й аудіо версіями.
З 17 березня до 19 травня 2025 року на сайті видавництва Старого Лева стартував передпродаж книги з листівкою з підписом автора. Випуск книги запланований на 20 травня 2025 року.

## Нагороди
У 2022 році Павло Дерев'янко отримав нагороду The Chrysalis Award від Європейського товариства наукової фантастики за яскравий дебют.